# Podlesnyje Nowosiołki
Podlesnyje Nowosiołki (ros. Подлесные Новосёлки) – wieś (dieriewnia) w Rosji, w obwodzie briańskim, w rejonie siewskim. W 2010 liczyła 245 mieszkańców.